# مقاطعة كورسك
كورسك أوبلاست هي إحدى الكيانات الفدرالية في روسيا. وتحوي المدن والقرى التالية: دميترييف-لغوفسكي،
فاتيج،
كورشاتوف،
كورسك،
لغوف،
اوبيان،
رايلسك،
شتشيغري،
سودجا،
جيليزنوغورسك، كورسك أوبلاست،